# Sina Candrian
Sina Candrian (ur. 21 listopada 1988 we Flims) – szwajcarska snowboardzistka specjalizująca się w slopestyle'u i big air, dwukrotna medalistka mistrzostw świata.

## Kariera
Po raz pierwszy na arenie międzynarodowej pojawiła się 17 stycznia 2004 roku w Chiesa in Valmalenco, gdzie zajęła jedenaste miejsce w zawodach FIS Race w gigancie równoległym. W 2005 roku wystartowała na mistrzostwach świata juniorów w Zermatt, zdobywając brązowy medal w halfpipe'ie. Wynik ten powtórzyła podczas mistrzostw świata juniorów w Vivaldi Park rok później, zdobywając jednocześnie złoty medal w big air. Ponadto na mistrzostwach świata juniorów w Bad Gastein w 2007 roku ponownie była najlepsza w big air.
W zawodach Pucharu Świata zadebiutowała 21 października 2005 roku w Saas-Fee, zajmując 17. miejsce w halfpipe’ie. Tym samym już w swoim debiucie wywalczyła pierwsze pucharowe punkty. Pierwszy raz na podium zawodów tego cyklu stanęła 7 września 2008 roku w Cardronie, kończąc rywalizację w halfpipe’ie na drugiej pozycji. W zawodach tych rozdzieliła Shiho Nakashimę z Japonii i Linn Haug z Norwegii. Najlepsze wyniki w osiągnęła w sezonie 2018/2019, kiedy to zajęła siódme miejsce w klasyfikacji generalnej AFU i piąte miejsce w klasyfikacji slopestyle'u.
Największy sukces w karierze osiągnęła w 2013 roku, kiedy podczas mistrzostw świata w Stoneham zdobyła srebrny medal w slopestyle'u. Uplasowała się tam między Kanadyjką Spencer O’Brien i Torą Bright z Australii. Na rozgrywanych dwa lata później mistrzostwach świata w Kreischbergu wywalczyła brązowy medal w big air. Lepsze okazały się jedynie jej rodaczka, Elena Könz i Merika Enne z Finlandii. Na tej samej imprezie była też między innymi czwarta w slopestyle'u, walkę o podium przegrywając z Klaudią Medlovą ze Słowacji. W międzyczasie wystartowała na igrzyskach olimpijskich w Soczi, gdzie rywalizację w slopestyle'u zakończyła na czwartej pozycji. W walce o medal pokonała ją Jenny Jones z Wielkiej Brytanii. Była też siódma w tej konkurencji i piąta w big air podczas igrzysk olimpijskich w Pjongczangu cztery lata później.

## Osiągnięcia

### Igrzyska olimpijskie
| Miejsce | Dzień     | Rok  | Miejscowość | Konkurencja | Zwyciężczyni   |
| ------- | --------- | ---- | ----------- | ----------- | -------------- |
| 4.      | 9 lutego  | 2014 | Soczi       | Slopestyle  | Jamie Anderson |
| 7.      | 12 lutego | 2018 | Pjongczang  | Slopestyle  | Jamie Anderson |
| 5.      | 22 lutego | 2018 | Pjongczang  | Big air     | Anna Gasser    |

### Mistrzostwa świata
| Miejsce | Dzień       | Rok  | Miejscowość   | Konkurencja | Zwyciężczyni         |
| ------- | ----------- | ---- | ------------- | ----------- | -------------------- |
| 7.      | 20 stycznia | 2007 | Arosa         | Halfpipe    | Manuela Pesko        |
| 34.     | 23 stycznia | 2009 | Gangwon       | Halfpipe    | Liu Jiayu            |
| 2.      | 18 stycznia | 2013 | Stoneham      | Slopestyle  | Spencer O’Brien      |
| 4.      | 21 stycznia | 2015 | Kreischberg   | Slopestyle  | Miyabi Onitsuka      |
| 3.      | 24 stycznia | 2015 | Kreischberg   | Big air     | Elena Könz           |
| 13.     | 11 marca    | 2017 | Sierra Nevada | Slopestyle  | Laurie Blouin        |
| 11.     | 9 lutego    | 2019 | Park City     | Slopestyle  | Zoi Sadowski-Synnott |

### Puchar Świata

#### Miejsca w klasyfikacji generalnej
- sezon 2005/2006: 133.
- sezon 2006/2007: 50.
- sezon 2007/2008: 55.
- sezon 2008/2009: 48.
- sezon 2009/2010: 102.
  - AFU[2]
- sezon 2010/2011: 41.
- sezon 2012/2013: 21.
- sezon 2013/2014: -
- sezon 2014/2015: 9.
- sezon 2015/2016: 37.
- sezon 2016/2017: 21.
- sezon 2017/2018: 27.
- sezon 2018/2019: 7.

#### Miejsca na podium w zawodach PŚ chronologicznie
1. Cardrona – 7 września 2008 (halfpipe) - 2. miejsce
2. Calgary – 30 stycznia 2010 (slopestyle) - 1. miejsce
3. Szpindlerowy Młyn – 16 marca 2013 (slopestyle) - 2. miejsce
4. Stambuł – 20 grudnia 2014 (Big Air) - 2. miejsce
5. Kreischberg – 14 stycznia 2017 (slopestyle) - 2. miejsce
6. Seiser Alm – 27 stycznia 2017 (slopestyle) - 3. miejsce
7. Mediolan – 11 listopada 2017 (Big Air) - 3. miejsce
8. Laax – 18 stycznia 2019 (slopestyle) - 3. miejsce